# Larry Johnson (baloncestista de 1954)
Larry O. Johnson (Morganfield, Kentucky; 28 de noviembre de 1954-1 de mayo de 2025) fue un jugador de baloncesto estadounidense que disputó cuatro partidos en la NBA, jugando posteriormente en la AABA y  desarrollando su carrera más adelante a nivel internacional. Con 1,90 metros de estatura, jugaba en la posición de escolta.

## Trayectoria deportiva

### Universidad
Jugó durante cuatro temporadas con los Wildcats de la Universidad de Kentucky, en las que promedió 7,6 puntos, 3,5 rebotes y 2,8 asistencias por partido. Fue elegido en tres temporadas como el mejor defensor de su equipo, liderando además al mismo en asistencias los dos últimos años. En 1977 fue incluido en el tercer mejor quinteto de la Southeastern Conference.

### Profesional
Fue elegido en la vigésimo cuarta posición del Draft de la NBA de 1977 por Buffalo Braves, donde tras ser despedido antes del comienzo de la temporada, fue finalmente repescado dos semanas después, pero solo llegó a disputar 4 partidos con los Braves, en los que promedió 1,5 puntos y 1,8 asistencias.
Al año siguiente jugó con los Rochester Zeniths de la efímera All-American Basketball Alliance, donde promedió 3,7 puntos por partido, ganando el campeonato.

## Estadísticas de su carrera en la NBA

### Temporada regular
| Temporada | Edad | Equipo         | Liga | P | TIT | MIN | TC  | TCA | %TC  | 3P | 3PA | %3P | TL  | TLA | %TL  | R.OF. | R.DEF. | REB | ASIS | ROB | TAP | PER | FP  | PTS |
| 1977-78   | 23   | Buffalo Braves | NBA  | 4 |     | 9.5 | 0.8 | 3.3 | .231 |    |     |     | 0.0 | 0.5 | .000 | 0.3   | 1.0    | 1.3 | 1.8  | 1.3 | 0.5 | 0.8 | 0.8 | 1.5 |
| Total     |      |                | NBA  | 4 |     | 9.5 | 0.8 | 3.3 | .231 |    |     |     | 0.0 | 0.5 | .000 | 0.3   | 1.0    | 1.3 | 1.8  | 1.3 | 0.5 | 0.8 | 0.8 | 1.5 |